# Phenomena
Phenomena è un film del 1985 diretto da Dario Argento. Pellicola dell'orrore italiana con soggetto e sceneggiatura dello stesso regista con Franco Ferrini. Negli Stati Uniti d'America è stato distribuito in versione ridotta di 20 minuti col titolo Creepers. In più di un'occasione Argento ha dichiarato che tra tutti i film da lui girati questo è il suo preferito.

## Trama
Svizzera. Vera Brandt, una turista danese, dopo aver perso l'autobus ed essendo rimasta sola in mezzo alla vallata circostante, cerca aiuto presso una baita desolata dove viene brutalmente uccisa e decapitata da un misterioso serial killer. Nel corso di otto mesi, si verificano ulteriori uccisioni, e il caso viene affidato all'ispettore Rudolf Geiger della polizia cantonale, che cerca di ricostruire la dinamica dei delitti con l'aiuto dell'entomologo scozzese John McGregor.
Nel frattempo, la giovanissima statunitense Jennifer Corvino viene mandata da suo padre, il famoso attore Paul Corvino, in un collegio femminile a Zurigo. La vicepreside del collegio, Frau Brückner, le assegna una stanza con la coinquilina Sophie. Durante un attacco di sonnambulismo, Jennifer assiste casualmente all'ennesimo omicidio del killer, vittima una giovane di nome Gisela. Di seguito, una volta sveglia in mezzo al bosco, incontra una scimpanzé addomesticata, Inga, che la conduce da McGregor, il suo padrone, col quale Jennifer sviluppa un'amicizia giacché la ragazza è affascinata dagli insetti ed è in grado, inconsapevolmente, di stabilire con essi un legame telepatico. Tornata al collegio, la ragazza viene ripresa dalla direttrice, che la fa visitare dal dottore dell'istituto e si convince che sia pazza o faccia uso di droghe.
La notte successiva, nel parco del collegio, l'assassino uccide Sophie. Jennifer finisce di nuovo preda del sonnambulismo, ma stavolta si sveglia subito grazie a un insegnamento di McGregor. Uscita nel parco, una lucciola la conduce sulla scena del delitto, dove scopre un guanto coperto di larve, che lei consegna a McGregor per le analisi.  
Più tardi, quando viene bullizzata dalle altre allieve, Jennifer invoca uno sciame di mosche che ricopre l'esterno del collegio. Convinta che la ragazza sia diabolica e in qualche modo connessa agli omicidi, la direttrice del collegio decide di trasferirla in un manicomio, ma Jennifer fugge e si rifugia da McGregor. Lì, l'entomologo rivela che le larve trovate da Jennifer appartengono alla specie sarcofaga, insetto in grado di percepire la presenza di cadaveri anche a lunghe distanze. Ipotizza che l'assassino sia un necrofilo che accumula i cadaveri, e che Jennifer, attraverso i suoi poteri, avrebbe la possibilità di farsi guidare dalla mosca alla ricerca della dimora dell'assassino. La mosca conduce Jennifer alla stessa casa visitata dalla prima vittima, dove la giovane viene sorpresa dall'agente immobiliare e scambiata per una ladra. Quando la ragazza è fuggita, l'ispettore Geiger giunge sul posto e interroga l'agente immobiliare per scoprire l'identità del vecchio proprietario.
Quella notte, McGregor viene ucciso e Jennifer telefona all'avvocato di suo padre, Morris Shapiro, per farsi riportare in America. Siccome Jennifer rifiuta di ritornare al collegio, Shapiro chiede a Frau Brückner di ospitare Jennifer durante l'attesa. Nel frattempo, le indagini di Geiger lo portano a un manicomio a Basilea, dove scopre che una donna, membro del personale, fu assalita 15 anni prima da un paziente dall'aspetto mostruoso recluso nel braccio degli internati più pericolosi.
Giunte a casa della Brückner, Jennifer nota che tutti gli specchi sono ricoperti. La Brückner spiega che ha un figlio malato che non sopporta di vedere il proprio riflesso. La donna dimostra degli atteggiamenti sempre più sospetti, tocca la fronte della ragazza e dice che ha la febbre, quindi le dà delle pillole contro l'influenza; nel bagno la ragazza trova larve sulla saponetta e sull'asciugamano e capisce di essere in pericolo. Si rende anche conto che le pastiglie datele dalla Brücker sono velenose e riesce a provocarsi il vomito prima che possano fare effetto. Uscita dal bagno, Jennifer tenta di fare una telefonata ma la signora glielo impedisce in qualunque modo, chiudendo il telefono in una stanza. La vicepreside insegue Jennifer, la stordisce e la rinchiude in una stanza.
L'ispettore Geiger giunge alla casa della donna, avendo scoperto che era la proprietaria della casa dove avvenne il primo delitto e che fu lei la vittima dell'aggressione nel manicomio. Durante l'interrogatorio, l'ispettore viene sopraffatto dalla Brückner e torturato. L'arrivo dell'ispettore ha inconsapevolmente dato a Jennifer il tempo per riprendere i sensi e addentrarsi sempre di più nei meandri della casa nel tentativo di raggiungere il telefono e chiamare aiuto. Infilatasi in un cunicolo sotterraneo s'imbatte in Geiger ferito che dice di volerla aiutare. Non essendo a conoscenza dell'identità dell'uomo, Jennifer spaventata finisce in una vasca colma di resti di cadaveri decomposti e di larve d'insetti. La Brückner, ormai in preda alla follia, cerca di annegarla. Tuttavia Geiger riesce a liberarsi parzialmente dalle catene alle quali era stato legato, rompendosi il pollice, e tramortisce la donna permettendo a Jennifer di scappare.
Nella sua fuga la ragazza raggiunge una stanza dove si trova il figlio della Brückner, un bambino deforme. Jennifer fugge e s'impossessa di un motoscafo mentre il mostro si prepara a ucciderla all'arma bianca, con la stessa modalità adottata con le altre vittime, danneggiando però il motore del natante che inizia a perdere carburante. Vedendo Jennifer in difficoltà, uno sterminato sciame di insetti attacca il maniaco divorandogli il volto. Il mostro finisce in acqua e Jennifer cerca di mettere in moto il motoscafo, ma una scintilla provoca un immediato incendio che lo avvolge e la costringe a tuffarsi in acqua, dove l'assassino cerca di agguantare la giovane ma, risalito in superficie, viene avvolto dalle fiamme.
Jennifer emerge dalle acque, si avvicina alla riva, ritenendosi in salvo e incontra l'avvocato Shapiro, venuto per conto del padre dagli Stati Uniti. Quando i due stanno per abbracciarsi, il legale viene decapitato con una lamiera da Frau Brückner. La donna cerca di uccidere allo stesso modo anche Jennifer, confessandole di aver assassinato McGregor e Geiger per proteggere suo figlio anche se questi era un mostro, probabilmente frutto dell'aggressione subita in manicomio. Improvvisamente, però, arriva Inga, armata di rasoio e decisa a vendicare il suo padrone, che farà giustizia eliminando l'assassina.

## Produzione
Le riprese sono state effettuate tra l'agosto e l'ottobre 1984. Tre i luoghi delle riprese: Elios Studios (Roma), Schwägalp (Svizzera), cascate del Thur a Unterwasser (Svizzera), Zurigo.
La figlia primogenita di Argento, Fiore, interpreta la prima vittima.
Il truccatore Sergio Stivaletti ha curato la maschera e il trucco del figlio di Frau Brückner.
Per il film sono stati utilizzati 40 milioni di insetti appositamente allevati. Per la sequenza dell'assalto al collegio, Stivaletti ha utilizzato una sorta di acquario in cui è stato versato del caffè macinato, che nel cadere lentamente, e con lo sfondo dell'edificio, simula efficacemente l'aspetto dello sciame, un effetto speciale suggerito dal regista Luigi Cozzi.

## Colonna sonora
L'album della colonna sonora, formato da 12 tracce, è stato pubblicato in Italia nel formato LP nel 1985, e su CD nel 1987 da Cinevox Record.
1. Claudio Simonetti – Phenomena
2. Iron Maiden – Flash of the Blade
3. Goblin – Jennifer
4. Andi Sex Gang – The Quick and the Dead
5. Andi Sex Gang – You Don't Know Me
6. Goblin – The wind
7. Bill Wyman – Valley
8. Goblin – Sleepwalking
9. Motörhead – Locomotive
10. Goblin – Jennifer's Friends
11. Simon Boswell – The Maggots
12. Andi Sex Gang – The Naked and the Dead

La colonna sonora, ampiamente pubblicizzata in televisione, ebbe molto successo. Curiosamente nella versione in LP compare il brano dei Frankie Goes to Hollywood Two Tribes, totalmente assente nella pellicola e nella versione per CD.

## Riconoscimenti
- 1986 – Festival internazionale del cinema di Porto
  - Candidatura al miglior film

## Influenza culturale
Il gruppo Symphonic Metal Rhapsody of Fire ha basato la canzone Queen of the Dark Horizons (dall'EP Rain of a Thousand Flames) sul tema principale del film. Come riportato nella back cover del CD, la canzone contiene il tema principale di Phenomena composto dai Goblin.
Dal film è ispirato il videogioco Clock Tower: The first fear (1995), primo capitolo della serie videoludica di Clock Tower, della Human Entertainment. In particolare, la protagonista giocabile, Jennifer Simpson, ha lo stesso prenome e lo stesso aspetto della protagonista di Phenomena, e, proprio come in Phenomena, ella si ritrova intrappolata nella spettrale casa di una signora (Mary Barrows), la quale vi tiene recluso un bambino orrendamente deforme con manie omicide (Scissorman).